# Línea Universitaria de La Plata
La Línea Universitaria de La Plata, également connue sous le nom de micro universitario, est un service de transport en commun qui fonctionne dans la ville de La Plata, en Argentine, et qui relie les différentes facultés de l'université nationale de La Plata. Le service est payé par carte SUBE et a été inauguré en février 2014,. Il est, avec le Tren Universitario de La Plata et l'Ecobús, l'un des trois moyens de transport permettant d'accéder aux différentes facultés des deux principaux campus de l'UNLP.

## Lignes
La ligne comporte deux branches. Elle relie le centre-ville, à la hauteur de la 7e avenue et de la 49e rue, aux facultés situées dans la zone du Paseo del Bosque, entre la 1re avenue, les 122e et 49e rues et la 60e avenue.
L'embranchement prolongé continue son parcours sur la 60e avenue au lieu de la diagonale 79, dans le but de relier la bibliothèque publique universitaire, la faculté des beaux-arts et la faculté de travail social, ainsi que la licence des beaux-arts.

## Arrêts
La branche compte sept arrêts le long de son tracé original :
- 7e et 49e avenues
- Faculté de médecine dentaire
- École annexée
- Faculté d'informatique
- Faculté des lettres et de psychologie (début et fin du parcours) (début et fin du parcours)
- Faculté de médecine
- 1re et 60e avenues

D'une manière alternative, l'itinéraire prolongé incorpore le(s) arrêt(s) suivant(s).
- Plaza Rocha (depuis août 2017)[3]

## Horaires
Le premier service part à 7 h 30 et arrive finalement à l'ancien site de BIM III à 7 h 45. Il fonctionne jusqu'à 22 h 30, avec une fréquence de 15 minutes. En revanche, il y a un renforcement aux heures de pointe, c'est-à-dire au moment où les cours commencent et se terminent (toutes les deux heures).